# Skoky do vody na mistrovství Evropy v plaveckých sportech 1977
Závody v skocích do vody na mistrovství Evropy v plaveckých sportech za rok 1977 proběhly v Jönköpingu, Švédsko ve dnech 14. až 21. srpna 1977.

## Československá stopa
Československo reprezentoval Tomáš Krčma (*1958) z pražského klubu Slavia VŠ. V disciplíně skoku z 3 m prkna obsadil 8. místo z 18 závodníků a v disciplíně skoku z 10 m věže obsadil 11. místo z 14 závodníků. Šéftrenérkou reprezentace byla Marie Čermáková.

## Výsledky
| Muži              | Zlato                   | Zlato  | Stříbro                   | Stříbro | Bronz                   | Bronz  |
| ----------------- | ----------------------- | ------ | ------------------------- | ------- | ----------------------- | ------ |
| Skoky z 3 m prkna | Falk Hoffmann (GDR)     | 592,20 | Franco Cagnotto (ITA)     | 572,70  | Alexandr Kosenkov (URS) | 536,67 |
| Skoky z 10 m věže | Vladimir Alejnik (URS)  | 542,31 | Davit Ambardzumjan (URS)  | 541,35  | Falk Hoffmann (GDR)     | 532,11 |
| Ženy              | Zlato                   | Zlato  | Stříbro                   | Stříbro | Bronz                   | Bronz  |
| Skoky z 3 m prkna | Christa Köhlerová (GDR) | 444,30 | Beate Rotheová (GDR)      | 418,35  | Irina Kalininová (URS)  | 411,15 |
| Skoky z 10 m věže | Margit Schöpkeová (GDR) | 363,00 | Jelena Vajcechovská (URS) | 359,19  | Irina Kalininová (URS)  | 347,46 |

## Medailová bilance
Ve skocích do vody se rozdělily celkem 4 sady medailí.
| Pořadí | Stát                   |       | Muži    | Muži  | Muži  |         | Ženy  | Ženy  | Ženy    |       | Muži + Ženy | Muži + Ženy | Muži + Ženy | Celkem |
| Pořadí | Stát                   | Zlato | Stříbro | Bronz | Zlato | Stříbro | Bronz | Zlato | Stříbro | Bronz |             |             |             | Celkem |
| ------ | ---------------------- | ----- | ------- | ----- | ----- | ------- | ----- | ----- | ------- | ----- | ----------- | ----------- | ----------- | ------ |
| 1.     | Východní Německo (GDR) |       | 1       | 0     | 1     |         | 2     | 1     | 0       |       | 3           | 1           | 1           | 5      |
| 2.     | Sovětský svaz (URS)    |       | 1       | 1     | 1     |         | 0     | 1     | 2       |       | 1           | 2           | 3           | 6      |
| 3.     | Itálie (ITA)           |       | 0       | 1     | 0     |         | 0     | 0     | 0       |       | 0           | 1           | 0           | 1      |
| Celkem | Celkem                 |       | 2       | 2     | 2     |         | 2     | 2     | 2       |       | 4           | 4           | 4           | 12     |